# Arroyo Venado
Arroyo Venado es una localidad del partido de Guaminí, provincia de Buenos Aires, Argentina. Su gentilicio es Arroyino Venadense.

## Población
Cuenta con 56 habitantes (Indec, 2010), lo que representa un descenso del 12% frente a los 66 habitantes (Indec, 2001) del censo anterior.
| Gráfica de evolución demográfica de Arroyo Venado entre 1991 y 2010 |
|                                                                     |
| Fuente: Censos nacionales del INDEC                                 |